# 蔡复初
蔡复初（1902年—1983年1月25日）是中华圣公会东川教区第六任主教，也是首任华人主教（1950年-1958年）。

## 生平
1902年，蔡复初出生于中国四川省南江县，1923年毕业于阆中圣公会天道学校，担任巴中圣公会布道员。1928年毕业于成都华西神学院，按立为牧师。服务于重庆基督教青年会。1940年回到东川教区任会吏总。1950年，蔡复初当选为中华圣公会东川教区第六任主教，也是首任华人主教。1951年，他领导中华圣公会东川教区加入了三自爱国运动，后来得以出任四川省基督教三自爱国运动委员会副主席。1983年1月25日，蔡复初主教在重庆去世。